# Saint-Floris
Saint-Floris ist eine französische Gemeinde mit 629 Einwohnern (Stand: 1. Januar 2022) im Département Pas-de-Calais in der Region Hauts-de-France. Sie gehört zum Arrondissement Béthune und zum Kanton Lillers. Die Einwohner werden Saint-Florissois genannt.

## Geographie
Saint-Floris liegt etwa elf Kilometer nordnordwestlich von Béthune. Der Leie bildet die nördliche Gemeinde- und Départementsgrenze. Umgeben wird Saint-Floris von den Nachbargemeinden Haverskerque im Norden und Nordwesten, Merville im Nordosten, Calonne-sur-la-Lys im Osten, Robecq im Süden sowie Saint-Venant im Westen.

## Bevölkerungsentwicklung
| Jahr            | 1962 | 1968 | 1975 | 1982 | 1990 | 1999 | 2006 | 2012 |
| Einwohner       | 301  | 313  | 326  | 353  | 416  | 413  | 433  | 540  |
| Quelle: Cassini |      |      |      |      |      |      |      |      |

## Sehenswürdigkeiten
- Kirche Saint-Florent, nach dem Ersten Weltkrieg wieder errichtet
- Britischer Militärfriedhof